# Українське слово у вимірах сьогодення
«Українське слово у вимірах сьогодення» — книга української мовознавиці, фахівця з граматики, доктора філологічних наук (1991), завідувачки відділу граматики Інституту української мови НАН України Катерини Городенської, яка містить чіткі, інформовані поради щодо найважчих і суперечливих вживань написання слів у сучасній українській літературній мові.

## Структура книги
«Українське слово у вимірах сьогодення» складається з передмови та п'ятнадцяти розділів, у кожному з котрих читач має змогу ознайомитися з невеликими за обсягом «мозаїками-рекомендаціями». Усі разом ці мозаїки стали схожі на розгорнуту відповідь редакції від фахового видання на лист дописувача, що дає змогу читачу відчути себе частиною цієї мовної проблеми, яку намагається розв'язати Катерина Городенська.
1. Правопис слів
2. Правопис власних назв слов'янського та іншомовного походження
3. Відмінювання прізвищ та особових імен
4. Відмінювання власних географічних назв
5. Відмінювання власних та загальних назв
6. Відмінювання абревіатур
7. Відмінювання присвійних прикметників
8. Відмінювання числівників
9. Слововживання
10. Уживання та правопис новітніх запозичень
11. Словотворення
12. Граматичні форми слів
13. Наголошення слів
14. Чергування голосних
15. Пунктуація

## Наукове значення
В один момент ці поради стали відповідями на ті непрості питання, які безпосередньо висунула мовна практика за останні двадцять років, коли після проголошення незалежності держава почала обслуговувати різні сфери виробничого, культурного, політичного та наукового життя українського суспільства. Не менш важливим є те, що рекомендації щодо слововжитку ґрунтуються на виважених теоретичних засадах академічної мовознавчої науки та лінгвістично-історичних аспектах нашої держави. Ця книга порушує проблеми терміновживання, словотворення, правопису, граматичної кваліфікації одиниць, пунктуації, передавання фонетичних особливостей слів іншомовного походження, наголошення слів та освоєння новітніх запозичень. Перевагою праці є те, що вона написана для широкого загалу, тим самим забезпечуючи можливість ознайомити з найактуальнішими питаннями культури мови всіх, хто хотів би навчатися та поповнювати запас знань, не маючи змоги стежити за відповідною рубрикою у фаховій науковій пресі.